# Sterphus venezuelaensis
Sterphus venezuelaensis är en tvåvingeart som beskrevs av Thompson 1994. Sterphus venezuelaensis ingår i släktet Sterphus och familjen blomflugor. Inga underarter finns listade i Catalogue of Life.